# Tamanka maculata
Tamanka maculata es una especie de pez de la familia de los Gobiidae en el orden de los Perciformes.

## Hábitat
Es un pez de agua dulce, de clima tropical y demersal.

## Distribución geográfica
Se encuentran en Asia: Jolo (Filipinas ).

## Observaciones
Es inofensivo para los humanos. 